# Айн
Ал-Айн (на арабски: ٱلْعَيْن‎), или само Айн, е град в източната част на емирството Абу Даби от Обединените арабски емирства. Населението му е около 767 000 души (2017).
Разположен е на 292 метра надморска височина в пустинята Руб ал-Хали, на границата с Оман и на 140 километра източно от град Абу Даби. Разположено в голям оазис, селището съществува от древността. Днес то е четвъртият по големина град в страната след Абу Даби, Дубай и Шарджа и най-големият във вътрешността.

## Известни личности
Родени в Айн
- Мохамед ибн Заид ал-Нахаян (р. 1961), политик
- Халифа ибн Зайед ал-Нахаян (1948 – 2022), политик